# Chutes and Ladders (American Horror Story)
"Chutes and Ladders" é o segundo episódio da quinta temporada da série de televisão de antologia American Horror Story. Foi ao ar em 14 de Outubro de 2015 através do canal americano FX. O episódio foi escrito por Tim Minear e dirigido por Bradley Buecker.

## Enredo
Sally (Sarah Paulson) costura Gabriel (Max Greenfield) em um colchão, mas é interrompida por gritos de socorro que vem dos dutos de ar. Ela vai para a sala de prisão para reclamar e encontra os filhos vampiros de Elizabeth (Lady Gaga) que se alimentam dos pulsos de Agnetha. E queixam-se do gosto de seu sangue e Iris (Kathy Bates) diz que ela já esta morta. Liz (Denis O'Hare) joga o cadáver de Agnetha sobre a rampa de lixo, onde vários outros cadáveres estão, e Iris cobre com cal virgem para diminuir o cheiro de decomposição. O sangue limpo das crianças é levado para Elizabeth. Ela quer ir a uma abertura de arte para caçar, mas Donovan (Matt Bomer) não quer ir.
Max Ellison, um paciente de Alex (Chloë Sevigny), tem sintomas de sarampo. Alex repreende a mãe por não levar a sério a doença do menino. John (Wes Bentley) acorda no quarto 64 após pesadelos. Ele vê Holden sai e segui-o. Sally o empenha na barra de varanda, onde eles falam sobre a vida do um do outro. No departamento de polícia, John recebe uma entrega estranho, que é um pacote do Hotel Cortez. Inicialmente pensando ser uma bomba, em vez disso, contém o "Oscar" usado em outro assassinato.

## Repercussão

### Audiência
O episódio foi assistido por 4.06 milhões de espectadores durante a sua transmissão original, e ganhou uma quota de 2,2 na faixa demográfica de 18-49. Ele também gerou 225.000 tweets vistos por mais de 2,97 milhões de pessoas, ficando em primeiro lugar pela segunda semana consecutiva.